# Medical Dental Building (Dallas)
El Medical Dental Building, ubicado en Dallas, en el estado de Texas (Estados Unidos). Está incluido en el Registro Nacional de Lugares Históricos. Construido en 1928 en estilo art déco/streamline moderne, este edificio de nueve pisos y 36 metros de altura se conocía originalmente como Jefferson Building.

## Eneleacees externos
- Wikimedia Commons alberga una categoría multimedia sobre Medical Dental Building.

- Datos: Q16894978
- Multimedia: Medical Dental Building (Dallas) / Q16894978